# Сахарная скульптура
Сахарная скульптура — вид скульптуры, производимый из сахара в смеси с водой и другими добавками. Производится либо литьём, либо лепкой. Первые известные скульптурные изображения из сахара производили в мусульманском мире: Египте и Турции. Позднее сахар и техники создания фигур из него попали в Европу, где стали предметом роскоши. Несколько веков скульптуры из сахара выставляли на самых шикарных застольях, иногда их создавали именитые скульпторы.
С развитием колониализма сахар постепенно дешевел, и сахарные скульптуры на столах у знати заместили фарфоровые статуэтки, а средний класс получил возможность украшать свои банкеты фигурами из сахара. Сахар также привезли в Америку, и в Мексике из него начали делать черепа и другие предметы. В дальнейшем цена сахара в Европе упала ещё сильнее, и сделанные из него фигурки стали доступны широким массам; в XXI веке их можно увидеть, например, на свадебных тортах.

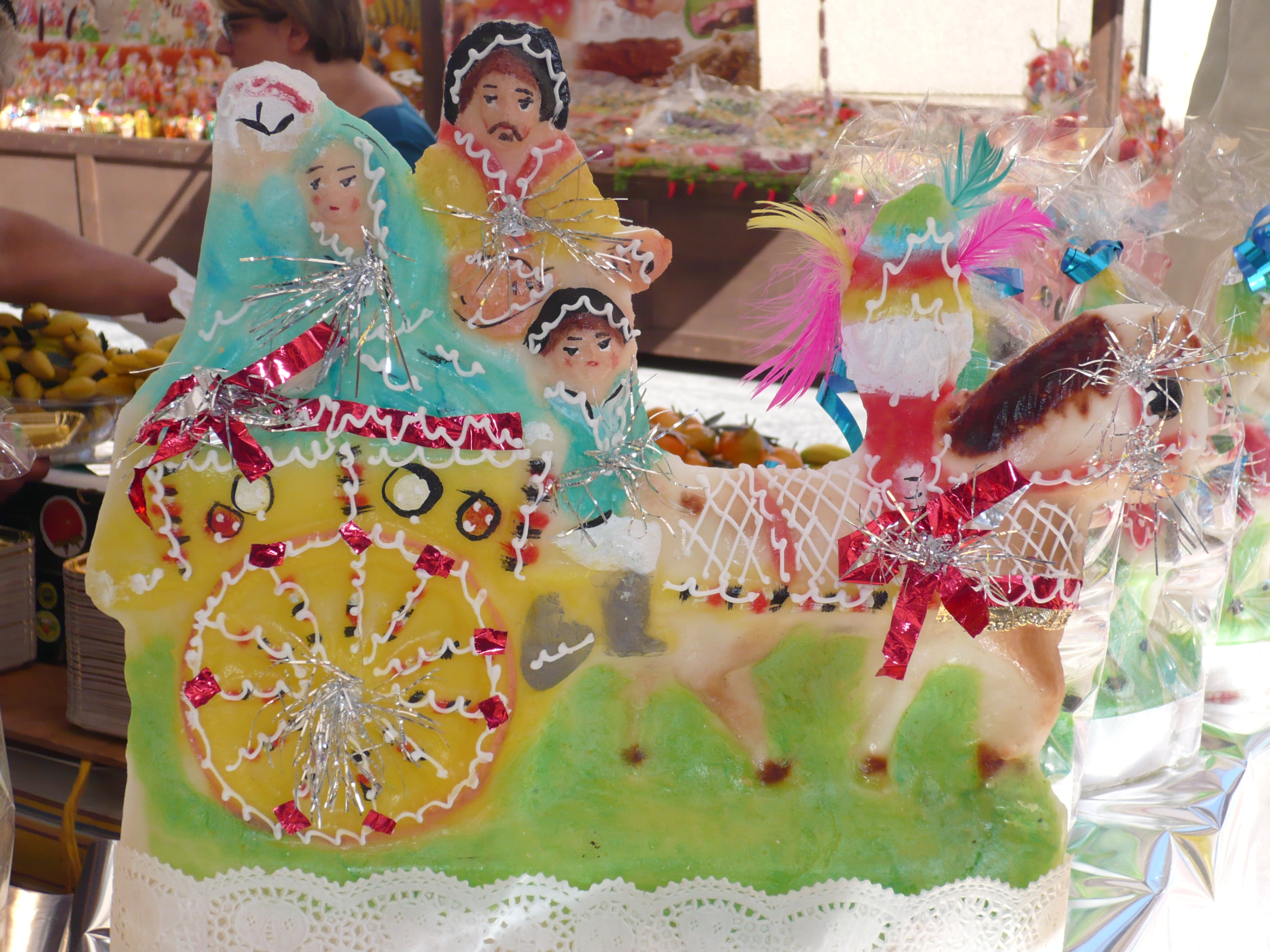
Скульптурная композиция из сахара
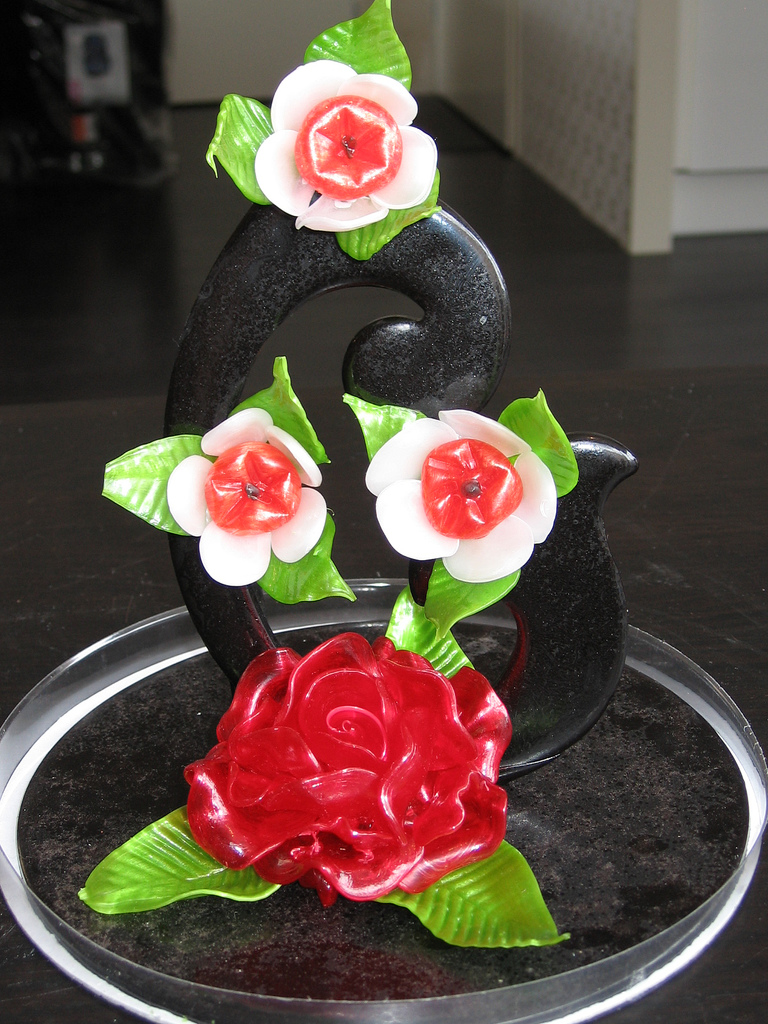
Сахарные розы
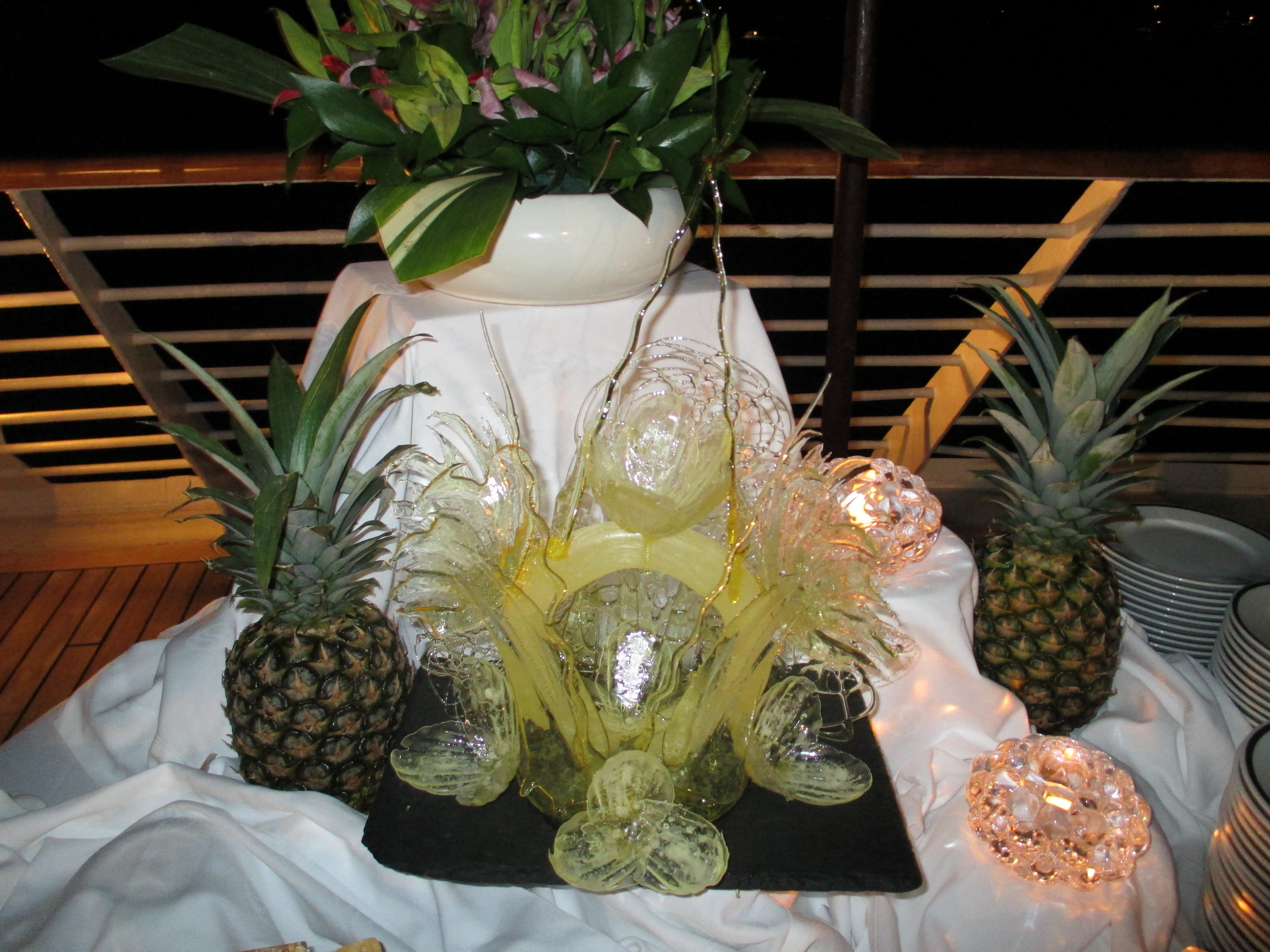
Сахарный цветок

## Арабские султаны

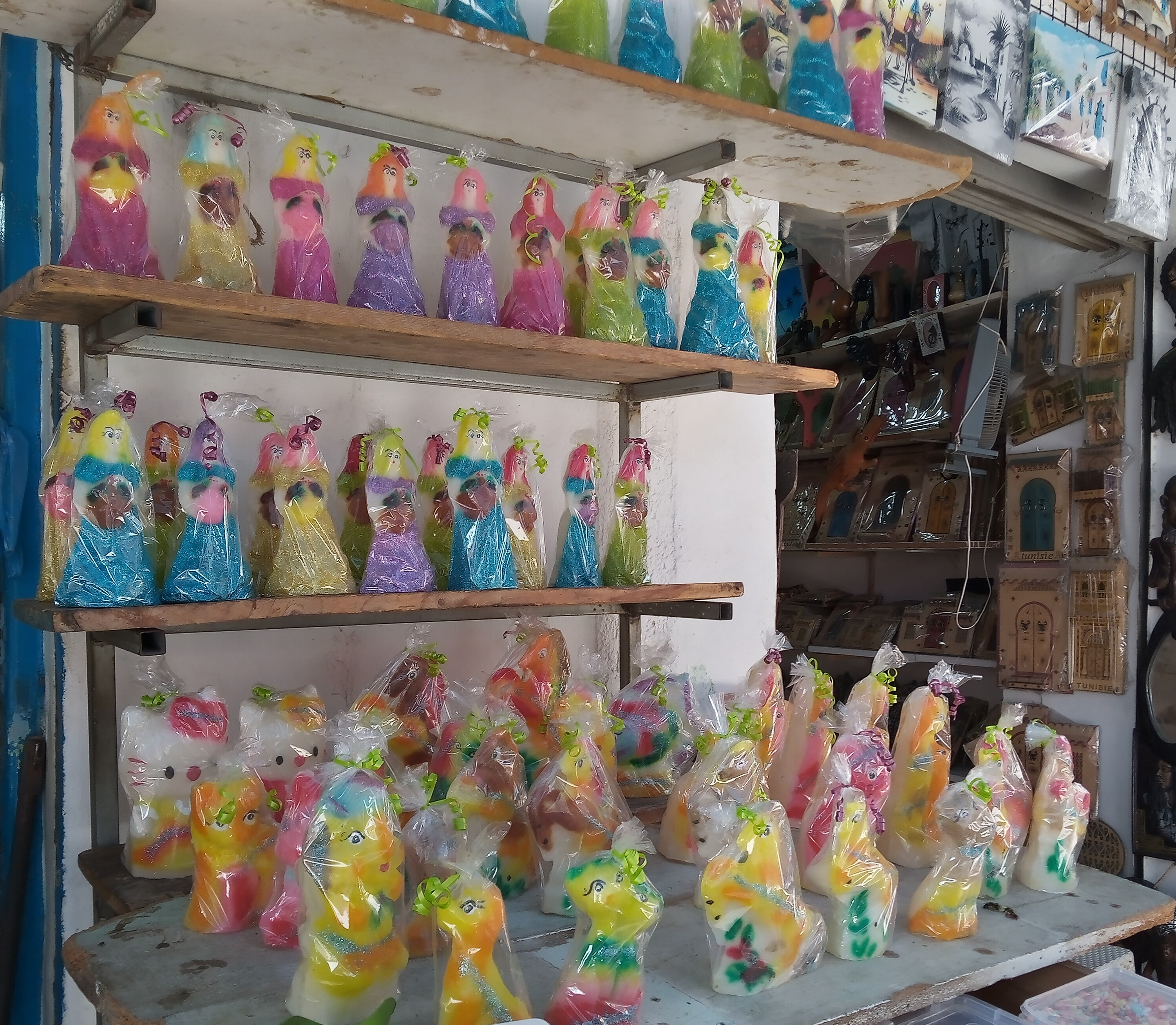
Сахарные куклы из Набуля

Первые известные сахарные скульптуры производили в арабском мире. Сообщается, что халиф Аз-Захир Биллах на исламские праздники заказывал суккер-наккасарли (кондитерам) статуи и дворцы размером с крышку стола; Насир Хосров приводит сведения о том, что египетский султан приказал изготовить на Рамадан огромное сахарное дерево и другие скульптуры, на которые в сумме ушло 73,3 тонны сахара. В рассказах путешественника Аль-Гузули сообщается об изготовлении сахарной мечети, которую после окончания праздника отдали беднякам на съедение. Турецкий султан Мурад III заказал на обрезание своего сына сахарную процессию из жирафов, слонов, замков и фонтанов.
В арабском мире придумали оба основных способа создания сахарных скульптур: лепка из пластической массы, включающей загуститель, и литьё горячего сиропа в форму с последующей доработкой после остывания.

## Европейская знать

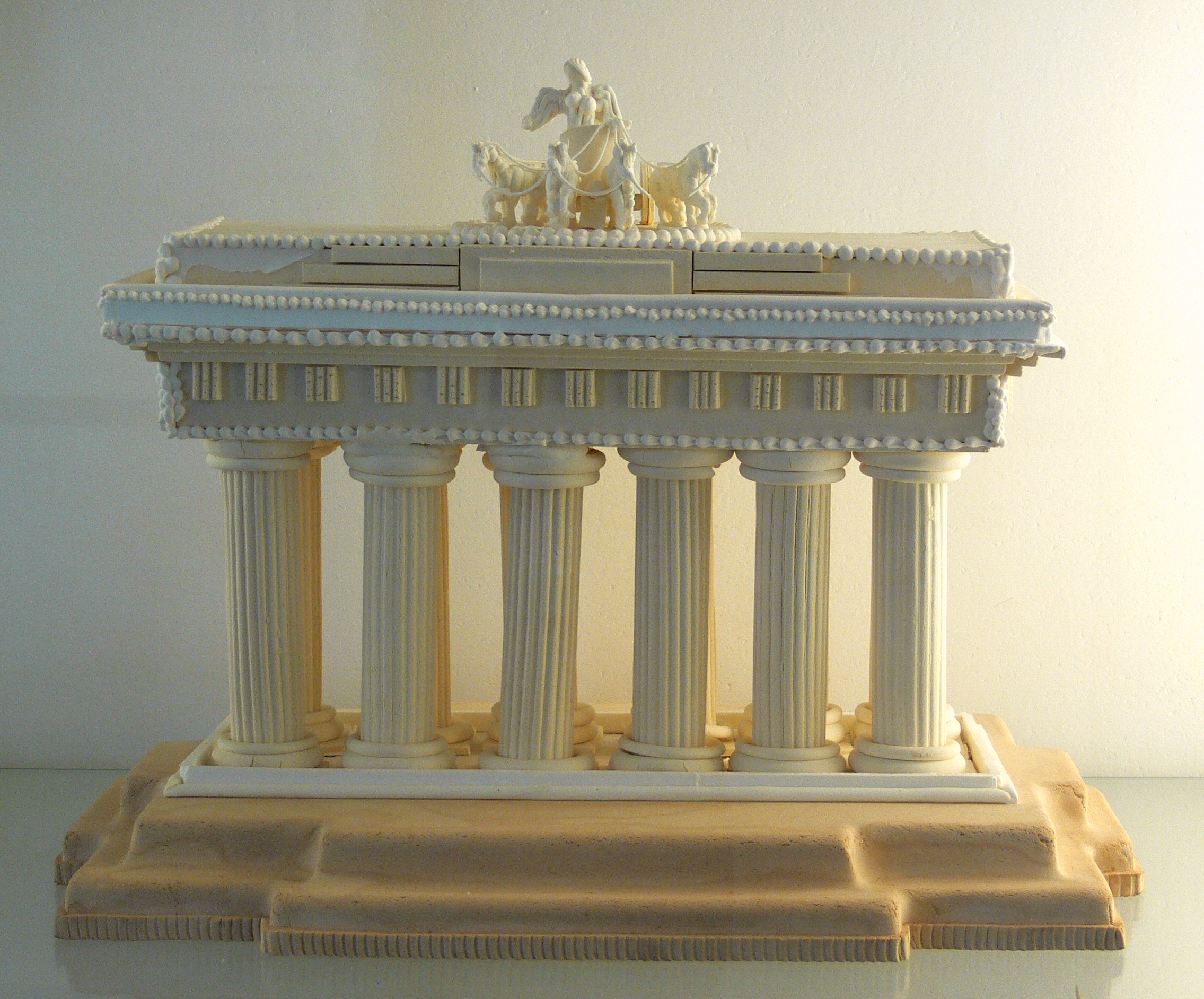
Модель Бранденбургских ворот в Музее сахара

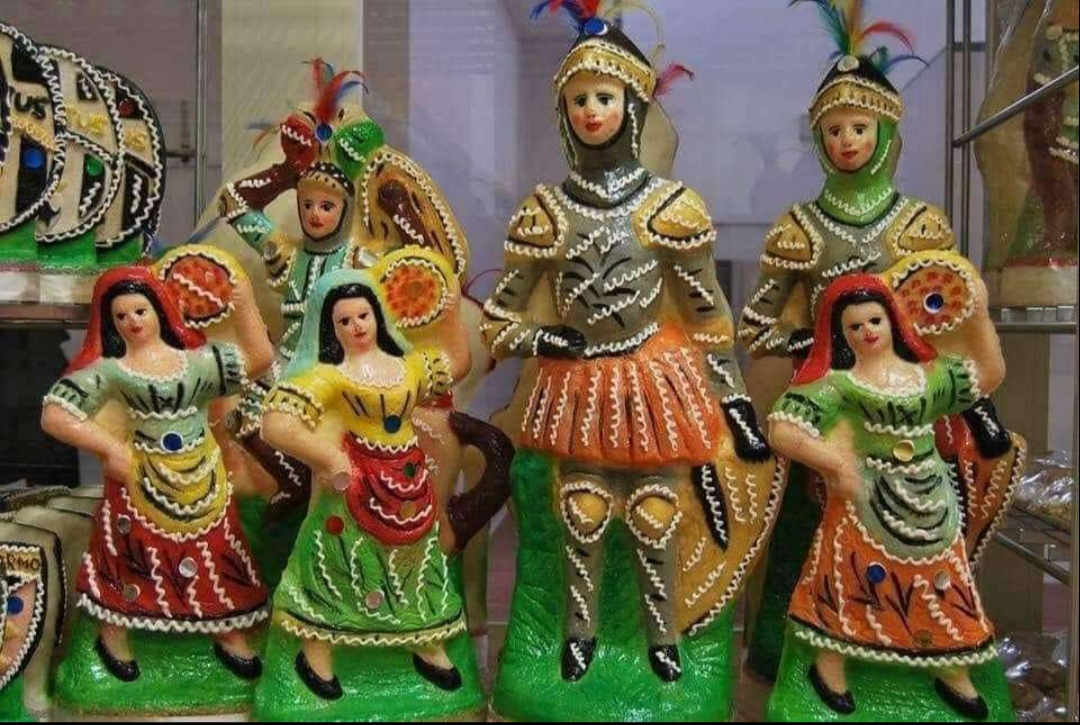
Итальянские сахарные куколки

Производство сахарных и марципановых скульптур проникло в Европу из арабского мира вместе с их основными ингредиентами, в Средние века. Изначально сахаром подслащали медикаменты, которые зачастую имели крайне неприятный вкус; благодаря этому аптекари имели свободный доступ к сахару и нередко создавали из него скульптуры или контролировали скульпторов. В массу для создания статуй добавляли не только миндаль и миндальное масло, но и другие орехи, рис и различные камеди.
Сахар начали активно ввозить в Европу в XIV веке, а в XVI—XVII столетиях он стал одной из главных статей импорта европейских государств. Он превратился в символ драгоценной сладости, и во значительной мере вытеснил мёд, сладкие фрукты и вино из английского поэтического лексикона в конце XVI века. В эпоху Возрождения на банкетах в богатых домах вся посуда изготовлялась из сахара, и в конце пиршества её либо съедали, либо разбивали, либо отдавали зевакам, наблюдавшим за пиршеством. Европейская знать старалась перещеголять знакомых на застольях, предлагая гостям всё более эксцентричные произведения. В 1515 году Томас Уолси закатил небывалый пир в Вестминстерском аббатстве после того, как папа римский назначил его кардиналом; для празднества было изготовлено множество сахарных скульптур, в том числе набор шахматных фигур. 
Первый известный по имени автор сахарной скульптуры — Жермен Пилон, изготовивший для парижского банкета шесть рельефов. Исследовательница истории искусства Дженнифер Монтегю указывала, что сахарную скульптуру следует рассматривать вместе с остальной барочной скульптурой, как декоративное произведение. В 1570-х лучшие венецианские скульпторы — такие как Якопо Сансовино и Данезе Каттанео — создавали сахарные фигуры для демонстрации на балах. В Венеции ассоциация сахара с властью и состоятельностью была особо сильна, так как богатство Венецианской республики было заработано в XIV—XV веках торговлей именно этим продуктом. Для бала по случаю визита французского короля Генриха III в Венеции было изготовлено триста сахарных скульптур, в том числе 50-сантиметровая статуя королевы, которую современники описывали как невероятно реалистичную.
Сахарные скульптуры считались хорошим подарком. На свадьбе Марии де Гимарайнш и Алессандро Фарнезе сахарными были даже подсвечники, а свадебным подарком от города Антверпена на их бракосочетание стали более трёх тысяч сахарных скульптур. Банкет, который Эдуард Сеймур организовал для королевы Виктории, известной сладкоежки, включал огромную процессию из двухсот слуг, которые несли сахарные скульптуры.
Постепенно скульптуры, помимо демонстрации богатства хозяев, получили и политическое значение: их внешний вид и позы могли указывать на могущество, высмеивать оппонентов и выражать приверженность ценностям, таким как исповедование определённой религии. В Англии и Франции также некоторое время было модно изготовлять из сахара мужские и женские гениталии. Скульптуры Ренессанса обычно оставляли белыми, в раннее Новое время их стали расписывать, чтобы придать реалистичности.

## Удешевление сахара

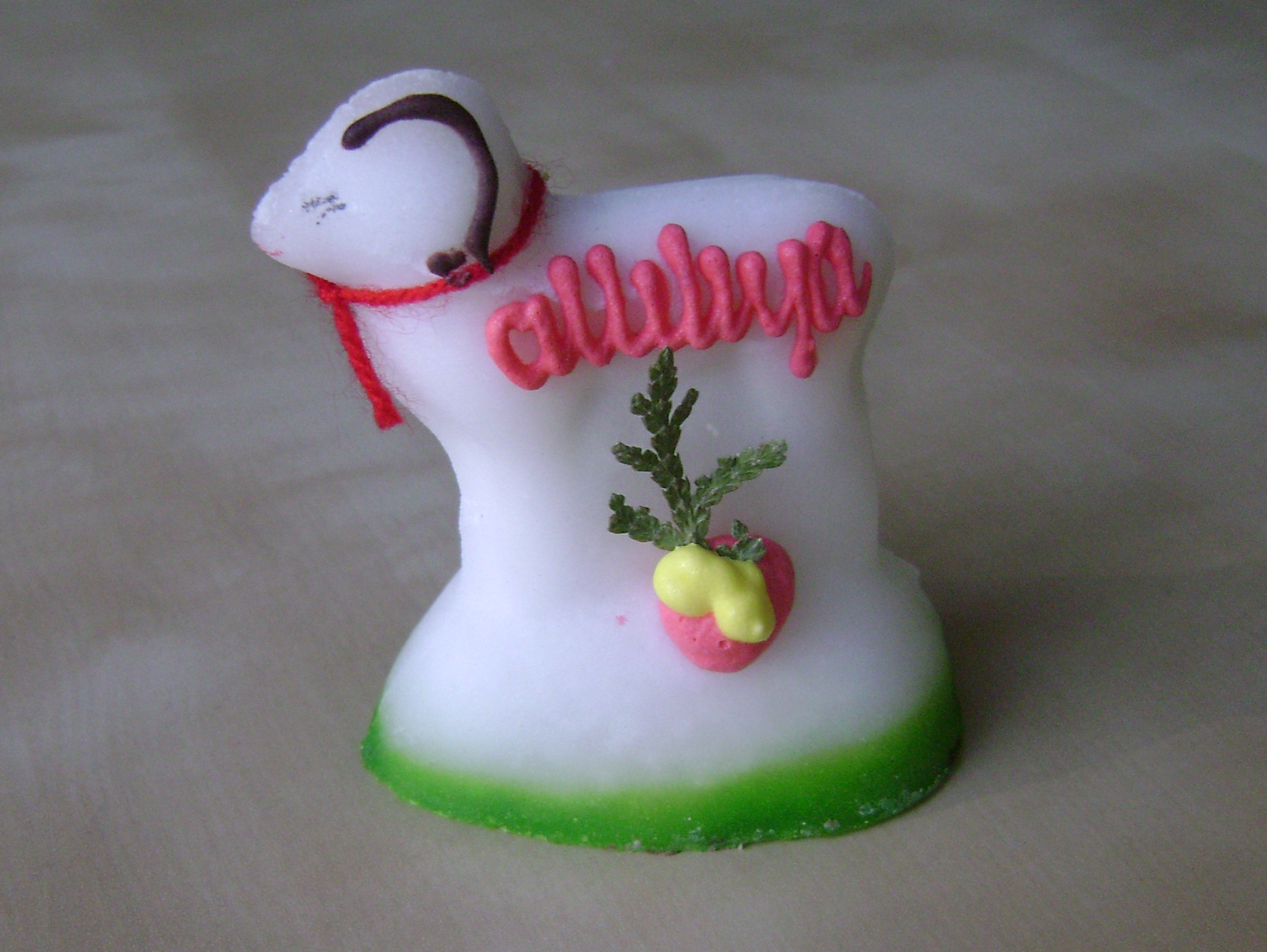
Пасхальная скульптура ягнёнка из сахара, Польша

Кулинарные книги, широко распространившиеся с развитием технологий печати, обычно включали рецепты сахарных скульптур: опубликованная в 1675 году The accomplisht ladys delight in preserving, physick and cookery писателя Хью Плата обучала читательниц изготовлению сахарных улиток, пуговиц, кубков, роз, ботинков и других фигурок. Повар Роберт Мэй советовал своей состоятельной, но всё же не по-королевски богатой аудитории делать имитации сахарной скульптуры из картона. Вышедшая в 1760 году десертная кулинарная книга Ханны Гласс включала рецепт сахарной рамки и фигурок, что отражает дальнейшее удешевление сахара и его доступность для среднего класса. Сахарные фигурки на столах богачей стали замещать фарфоровыми статуями В XIX веке сахарные скульптуры, попавшие в Северную Америку из Великобритании, прочно укоренились в местной кулинарной традиции.

## Мексика

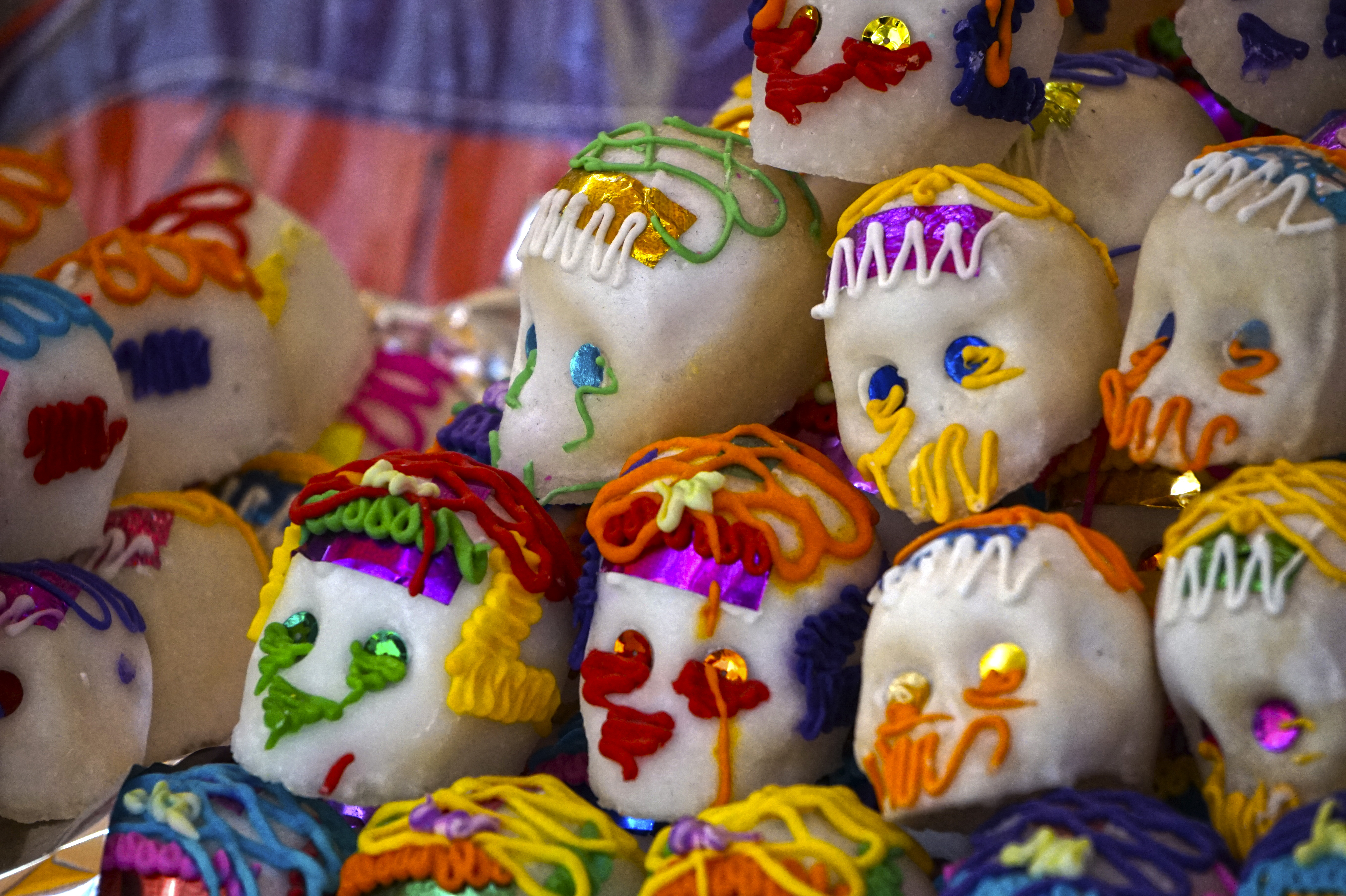
Сахарные черепа

В Мексике существует собственная традиция изготовления скульптур из сахара, вероятно, появившаяся в результате развития техники создания фигурок богов из «цоалли» — теста из семян Salvia tiliifolia, кукурузной муки и сиропа агавы после того, как европейцы привезли в Америку сахар. Фигурки из цоалли позже разламывали на кусочки и поедали.
Самый популярный вид мексиканской сахарной скульптуры — черепа-калаверы на День мёртвых. Муниципалитет Толука славится своими сахарными калаверами, которые выставляют на фестивале альфенике. Фигурки делаются из смеси сахара и воды и украшаются смесью сахарной пудры с яичным белком и пищевыми красителями. Помимо черепов, из сахара изготавливают гробы, животных (чаще всего — овец) и другие предметы. Мексиканские сахарные фигурки популярны у туристов.

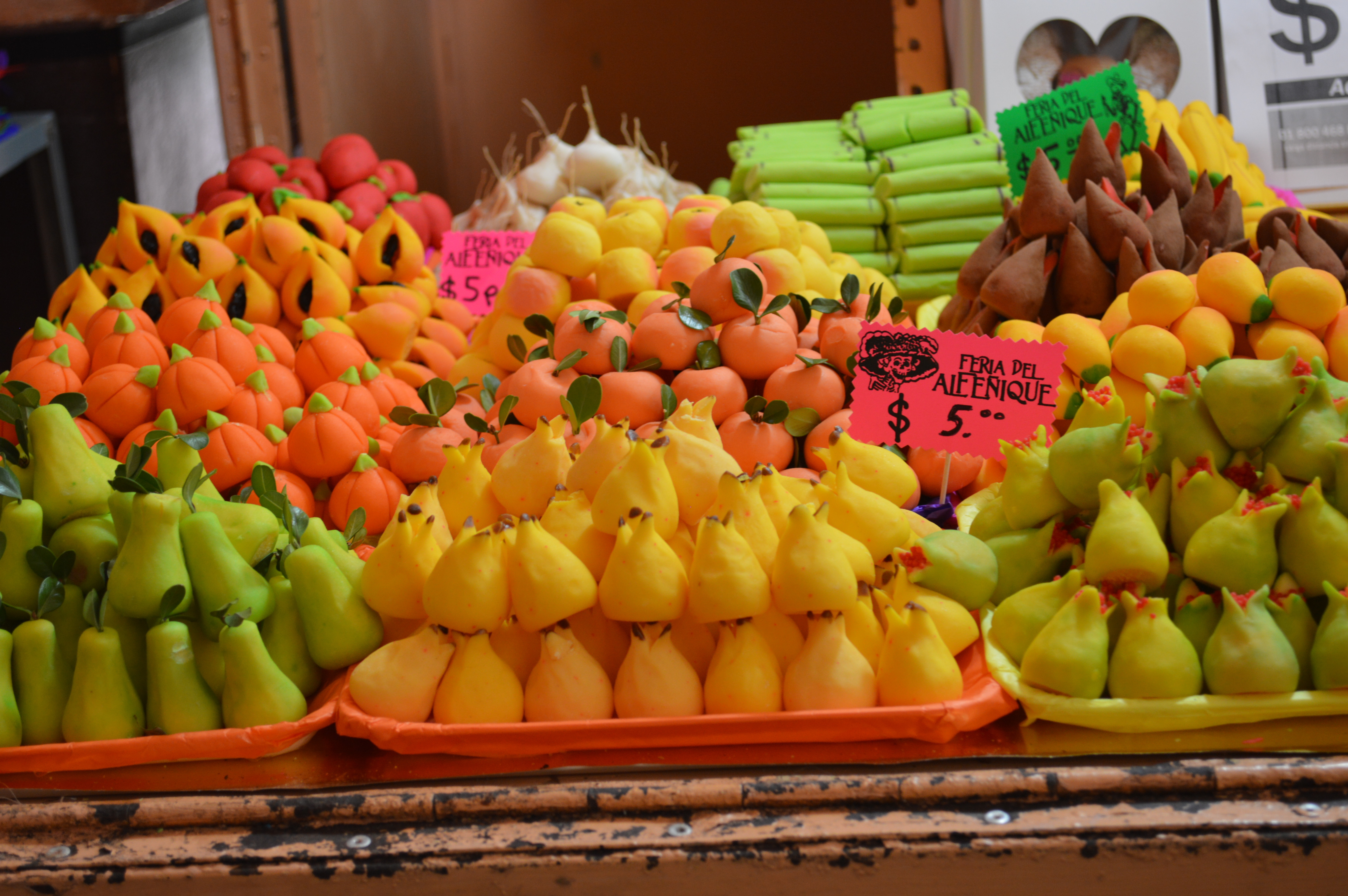
Сахарные фрукты на Альфенике
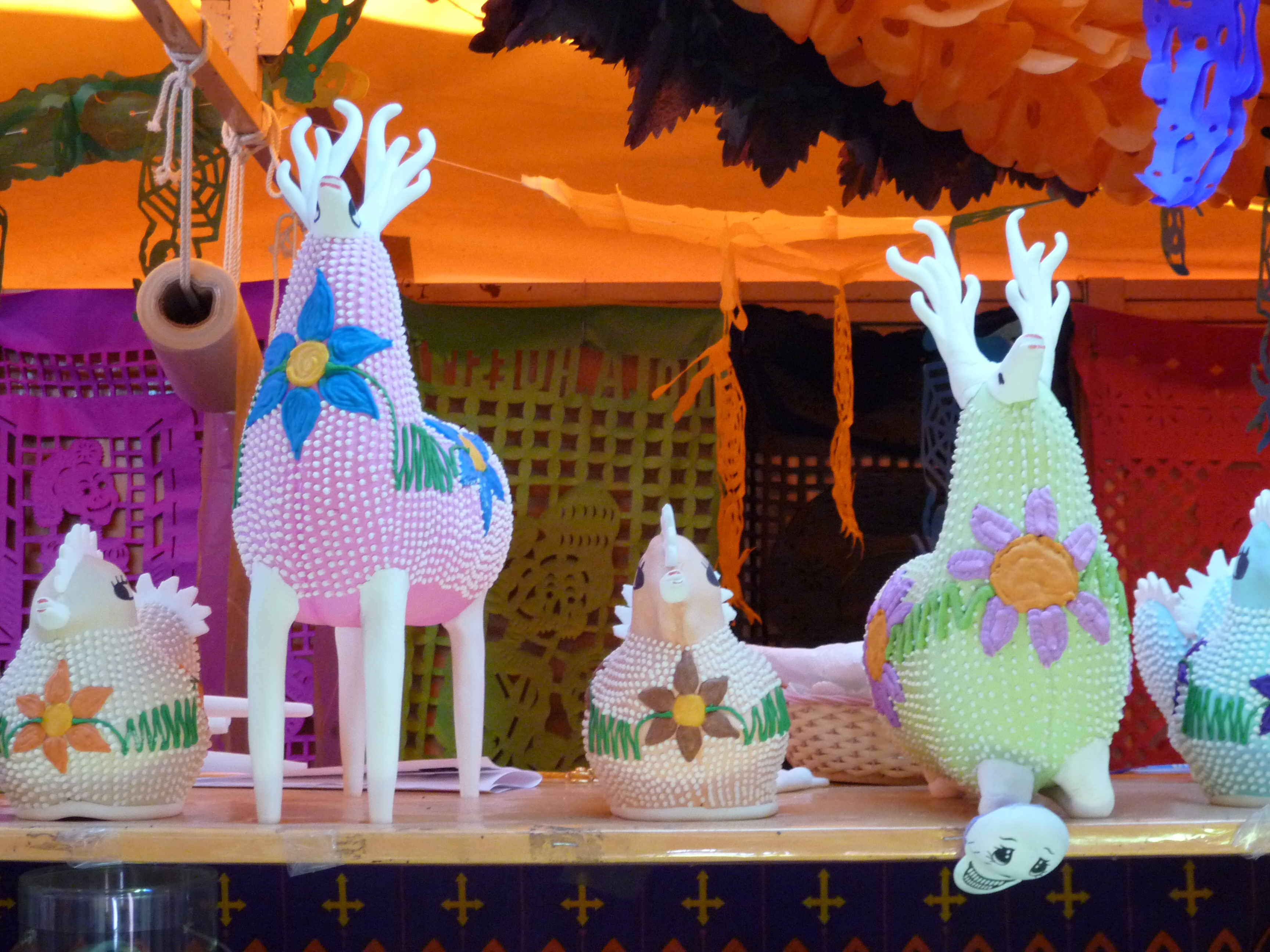
Сахарные барашки
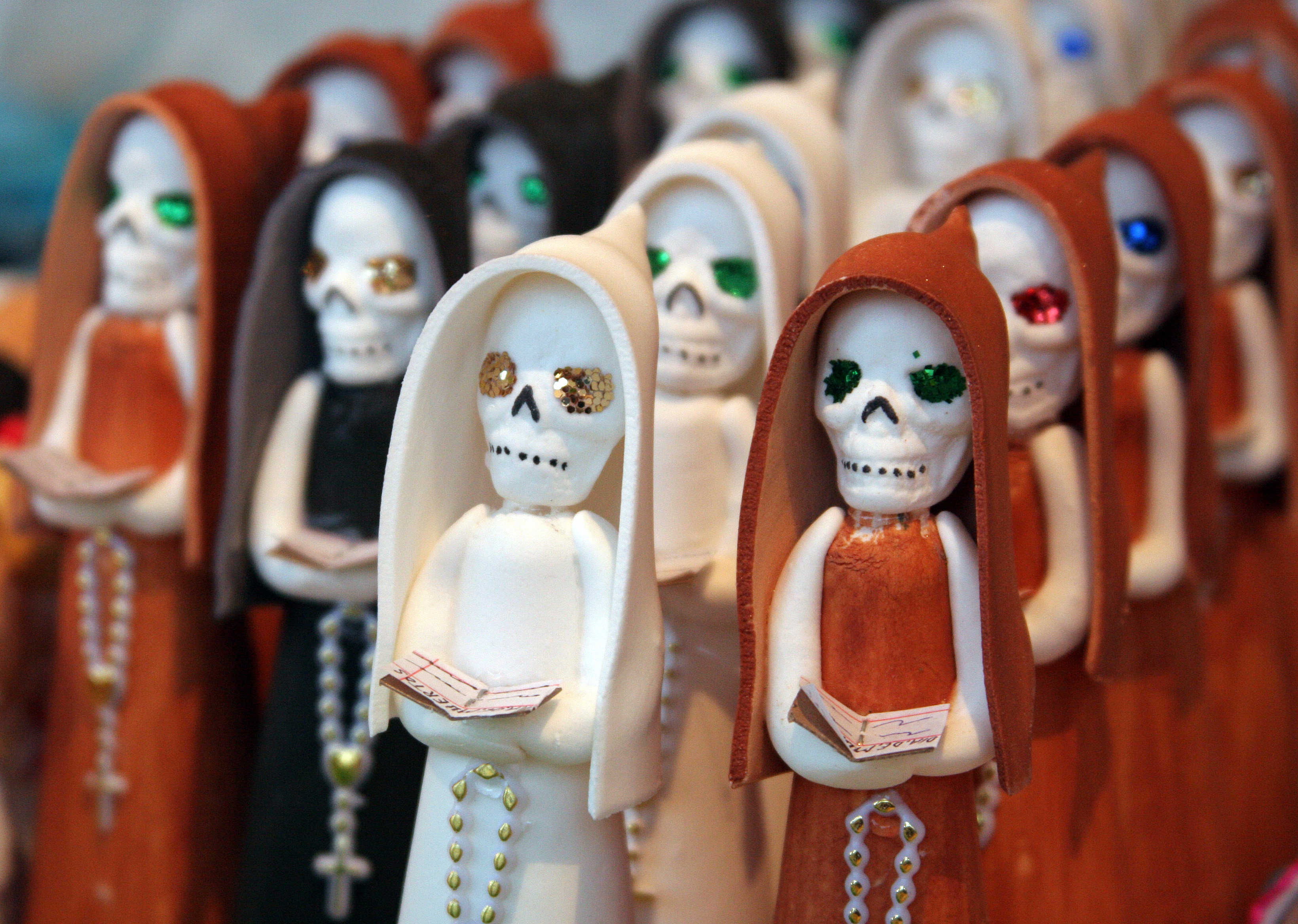
Скелеты

## Современность и другие варианты

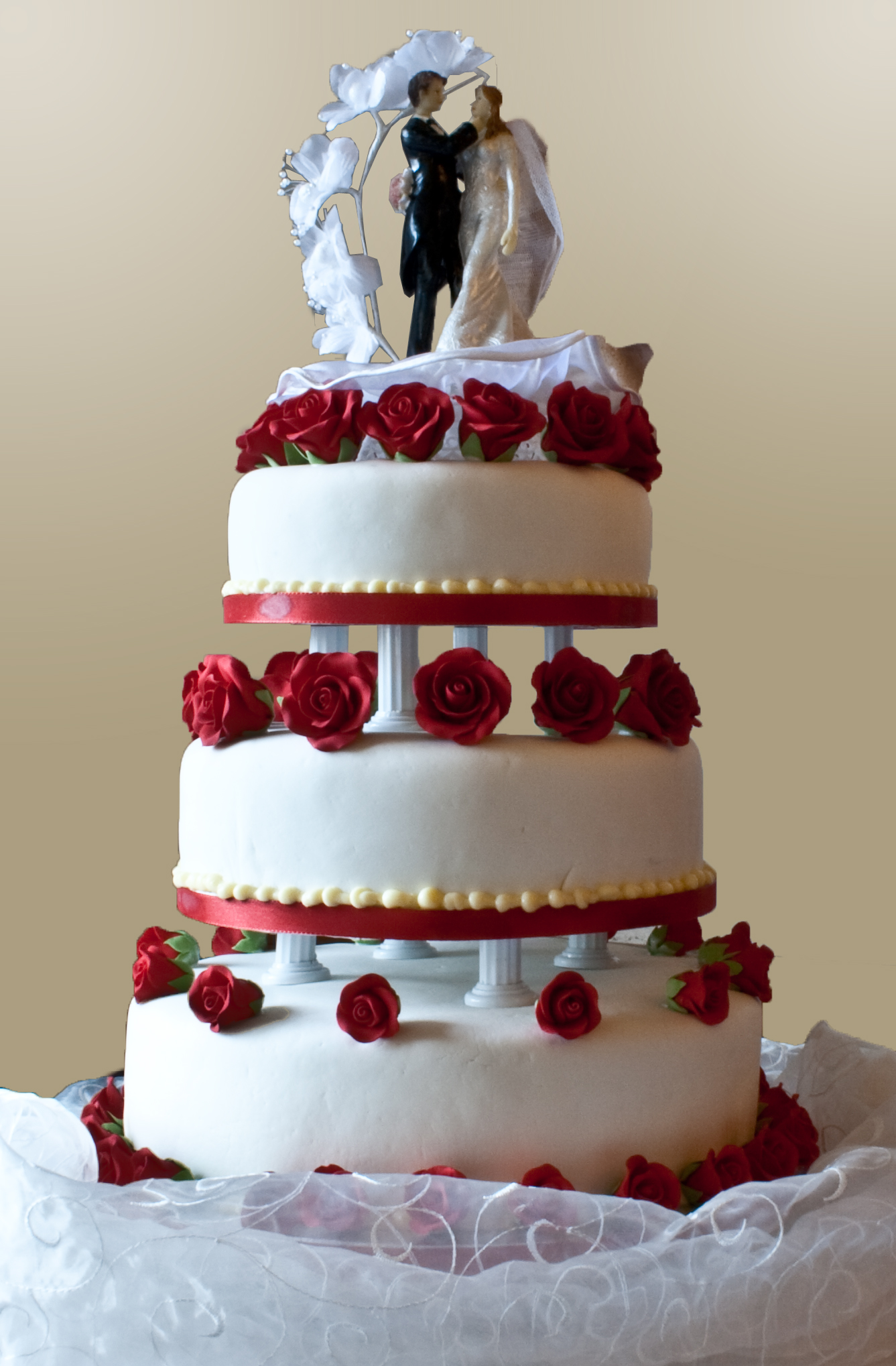
Свадебный торт с фигурками

Европейская сахарная скульптура послужила вдохновением для появившихся в конце XIX века свадебных тортов. В частности, большое внимание общественности привлекли высокие белые сахарные скульптуры, украшавшие торты на свадьбах детей королевы Виктории.
В 2014 году во Флоренции были воссозданы сахарные скульптуры, которые Пьетро Такка изготовил на свадьбы Марии Медичи и Генриха IV, а также Козимо II Медичи и Марии Магдалины Австрийской.
В Японии существует собственное сахарное искусство, именуемое амэдзаику.

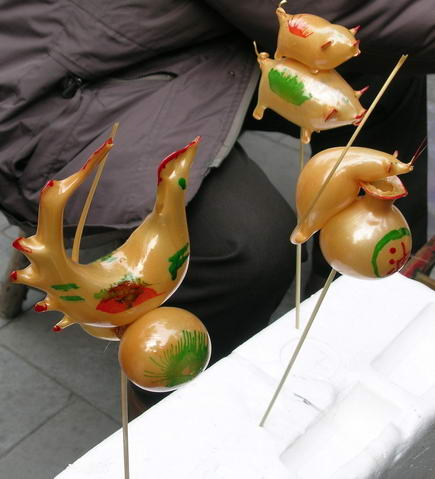
Китайские сахарные фигурки танжэнь[англ.]
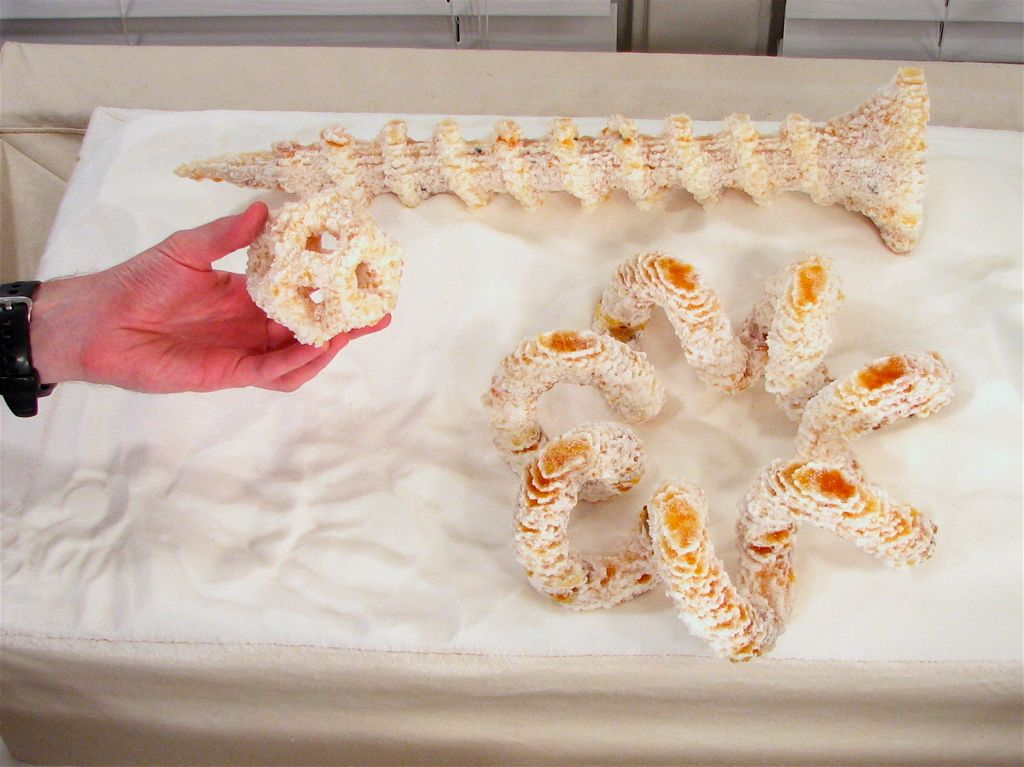
Скульптура, напечатанная из чистого сахара машиной
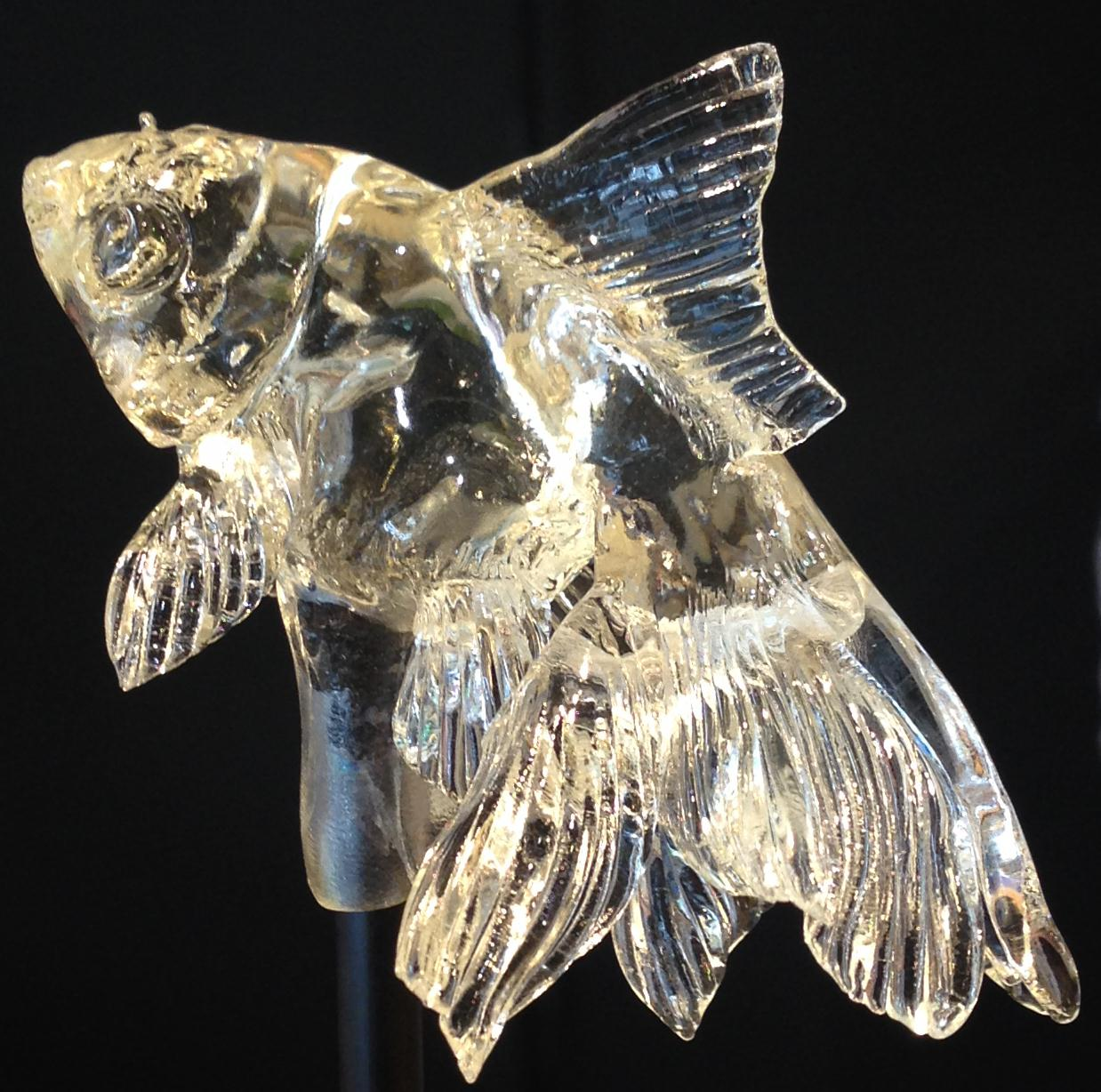
Японская техника амэдзаику

### Комментарии
1. ↑  Ала ад-Дин Али ибн Абдалла аль-Бахаи аль-Димашки, ум. 1412

### Сноски
1. 1 2 3 4 5 6  Mintz, 1986, Consumption.
2. 1 2  Jacobson, 2015, p. 66.
3. 1 2 3 4 5  Abbott, 2010, The reign of sugar begins.
4. 1 2 3 4 5 6 7  Kociszewska, 2020, Sugar sculptures in the Palazzo Ducale.
5. ↑  Jacobson, 2015, p. 56.
6. ↑  Jacobson, 2015, p. 54.
7. ↑  Jacobson, 2015, p. 57.
8. 1 2  Whyte, 2021, The Pictorial Logic of the Diplomatic Table.
9. 1 2 3  Kociszewska, 2020, Introduction.
10. 1 2  Abbott, 2010, The Proletarianization of Sugar.
11. ↑  Abbott, 2010, Meet and Eat Me in St. Louis!.
12. 1 2 3 4 5 6 7  Baquedano, 2003.
13. ↑  Katz, 2003, p. 521.
14. ↑  Katz, 2003, p. 522.